# Pomacanthus annularis
Pomacanthus annularis е вид бодлоперка от семейство Pomacanthidae. Видът не е застрашен от изчезване.

## Разпространение и местообитание
Разпространен е в Австралия, Бангладеш, Виетнам, Индия (Андамански и Никобарски острови), Индонезия, Камбоджа, Малайзия, Малдиви, Мианмар, Пакистан, Папуа Нова Гвинея, Провинции в КНР, Сингапур, Соломонови острови, Тайван, Тайланд, Филипини, Хонконг, Шри Ланка и Япония.
Обитава крайбрежията на океани, морета и рифове в райони с тропически климат. Среща се на дълбочина от 1 до 37 m, при температура на водата от 28,7 до 29,1 °C и соленост 32,1 – 32,3 ‰.

## Описание
На дължина достигат до 45 cm.
Популацията на вида е стабилна.